# Wlewo
Wlewo ([ˈvlɛvɔ]; dịch: Bên trái) (tiếng Đức: Wefelow)  là một ngôi làng thuộc khu hành chính của Gmina Trzebiatów, thuộc hạt Gryfice, West Pomeranian Voivodeship, ở phía tây bắc Ba Lan. Nó nằm khoảng 6 kilômét (4 mi) phía nam Trzebiatów, 11 km (7 mi) phía bắc Gryfice và 80 km (50 mi) về phía đông bắc của thủ đô khu vực Szczecin.
Ngôi làng có dân số là 183 người.